# Mörttjärnen (Gustav Adolfs socken, Värmland, 668331-138838)
Mörttjärnen är en sjö i Hagfors kommun i Värmland och ingår i Göta älvs huvudavrinningsområde.